# Paul-José Mpoku
Paul-José Mpoku Ebunge (Kinshasa, 19 april 1992) is een Congolees-Belgische voetballer die bij voorkeur als aanvallende middenvelder speelt. Hij is de oudere broer van voetballer Albert Sambi Lokonga. In januari 2020 verruilde hij Standard Luik voor Al-Wahda FC. In de zomer van 2021 vervoegde hij het Turkse Konyaspor dat uitkomt in de Süper Lig.

## Clubcarrière

### Beginjaren
Mpoku werd in 1992 geboren in de Congolese hoofdstad Kinshasa, maar trok reeds op jonge leeftijd met zijn familie naar België. Hij werd opgeleid bij de jeugd van Standard Luik, maar ruilde de club in 2008 in voor de jeugdopleiding van het Engelse Tottenham Hotspur.

### Leyton Orient
In 2010 leende Tottenham de middenvelder voor een maand uit aan de Engelse toenmalige derdeklasser Leyton Orient FC. Op 28 september 2010 maakte hij zijn debuut in een wedstrijd tegen Walsall FC. Bij Leyton Orient maakte Mpoku indruk op trainer Russell Slade en werd hij een vaste waarde. Zijn huurcontract werd verlengd naar zes maanden en later naar een volledig seizoen.

### Standard Luik
In juli 2011 haalde Standard Luik Mpoku terug naar België. De club zag in hem een vervanger voor Axel Witsel, die enkele dagen eerder naar Benfica vertrokken was. Mpoku tekende een contract voor vier seizoenen bij de Rouches.

### Cagliari
Mpoku verruilde Standard Luik in februari 2015 voor Cagliari. Standard verhuurde hem gedurende de rest van het seizoen. Hij kwam als vervanger van Victor Ibarbo, die naar AS Roma vertrok.

### Chievo Verona
In de zomer van 2015 verruilde Mpoku Standard voor Chievo Verona dat hem voor één jaar huurt van Standard.

## Statistieken
| Seizoen | Club               | Land                 | Competitie          | Competitie | Competitie | Beker | Beker | Europees | Europees | Totaal | Totaal |
| Seizoen | Club               | Land                 | Competitie          | Wed.       | Dlp.       | Wed.  | Dlp.  | Wed.     | Dlp.     | Wed.   | Dlp.   |
| ------- | ------------------ | -------------------- | ------------------- | ---------- | ---------- | ----- | ----- | -------- | -------- | ------ | ------ |
| 2010/11 | Tottenham Hotspur  | Vlag van Engeland    | Premier League      | 0          | 0          | 0     | 0     | 0        | 0        | 0      | 0      |
| 2010/11 | → Leyton Orient FC | Vlag van Engeland    | Football League One | 27         | 2          | 7     | 1     | —        | —        | 34     | 3      |
| 2011/12 | Standard Luik      | Vlag van België      | Jupiler Pro League  | 12         | 0          | 2     | 0     | 0        | 0        | 14     | 0      |
| 2012/13 | Standard Luik      | Vlag van België      | Jupiler Pro League  | 29         | 9          | 2     | 0     | —        | —        | 31     | 9      |
| 2013/14 | Standard Luik      | Vlag van België      | Jupiler Pro League  | 37         | 8          | 2     | 1     | 10       | 3        | 49     | 12     |
| 2014/15 | Standard Luik      | Vlag van België      | Jupiler Pro League  | 18         | 5          | 0     | 0     | 9        | 1        | 27     | 6      |
| 2014/15 | → Cagliari Calcio  | Vlag van Italië      | Serie A             | 16         | 3          | 0     | 0     | —        | —        | 16     | 3      |
| 2015/16 | → Chievo Verona    | Vlag van Italië      | Serie A             | 20         | 0          | 0     | 0     | —        | —        | 20     | 0      |
| 2016/17 | Chievo Verona      | Vlag van Italië      | Serie A             | 0          | 0          | 0     | 0     | —        | —        | 0      | 0      |
| 2016/17 | → Panathinaikos    | Vlag van Griekenland | Super League        | 25         | 2          | 7     | 2     | 4        | 0        | 36     | 4      |
| 2017/18 | Standard Luik      | Vlag van België      | Jupiler Pro League  | 34         | 5          | 5     | 0     | —        | —        | 39     | 5      |
| 2018/19 | Standard Luik      | Vlag van België      | Jupiler Pro League  | 30         | 8          | 0     | 0     | 6        | 0        | 36     | 8      |
| 2019/20 | Standard Luik      | Vlag van België      | Jupiler Pro League  | 7          | 2          | 1     | 0     | 1        | 1        | 9      | 3      |
| TOTAAL  | TOTAAL             | TOTAAL               | TOTAAL              | 255        | 44         | 26    | 4     | 30       | 5        | 311    | 53     |

## Interlandcarrière
Mpoku heeft naast de Congolese ook de Belgische nationaliteit. Hij speelde wel jaren voor de Belgische nationale jeugdploegen en was kapitein van de nationale beloftenploeg.